# Billy Thompson (soccer)
Pour les articles homonymes, voir Billy Thompson (homonymie), Thompson et William Thompson.
William « Billy » Thompson, né  5 mai 1968 à Cupertino en Californie, est un joueur international américain de soccer reconverti en entraîneur.
Thompson évolue en France au Pau FC avant de passer trois saisons en Major League Soccer avec le Crew de Columbus.

## Biographie

### Débuts et formation
Natif de Cupertino, Billy Thompson joue au soccer au niveau universitaire à l'Université de Californie à Los Angeles, entre 1986 et 1990. Il remporte le championnat universitaire en 1990, et est sélectionné dans l'équipe-type All-American en 1988, puis en 1990.

### Pau FC
Après son ultime saison avec l'UCLA, Thompson participe avec l'Équipe des États-Unis de soccer aux Universiade d'été de 1991.  
Ce tournoi lui permet de se faire repérer par un club français, le Pau FC, où il évolue de 1991 à 1994, dans le championnat de troisième division.
En signant au FC Pau du président Pitoun, il espère pouvoir intégrer la sélection américaine pour la Coupe du Monde 1994,. 

### MLS
Le 7 février 1996, la Major League Soccer organise sa première draft. Le Crew de Columbus sélectionne Thompson au troisième tour.  
Il prend sa retraite à la fin de la saison 1999. En 84 rencontres, il inscrit 4 buts et 18 passes décisives avec le Crew de Columbus.

### Carrière internationale
Thompson obtient une sélection avec l'équipe des États-Unis de soccer, lors d'une victoire 1-0 face au Costa Rica le 14 juin 1988. 
Alors qu'il n'a officiellement qu'une seule sélection au compteur, il joue en réalité un total de dix-sept matchs avec l'équipe nationale, mais seize d'entre eux ne sont pas comptabilisés comme des matchs officiels.